# Kordocenteza
Kordocenteza ili perkutano (kroz kožu) uzimanje krvi iz pupčane vrpce (akronim PUBS) je invazivna dijagnostička procedura za oderđivanje stepena fetalne anemije kojom se direktno uzima uzorak fetalne krvi za laboratotrijsku analizu.
Iako je verovatnoće identifikacije određenih stanja (fetalne anemije, hromozomskih nepravilnosti i određenih krvnih poremećaja)  kod fetusa, ovim testom velika, on ne meri težinu poremećaja i ne pomaže u prepoznavanju oštećenja neuronske cevi.

## Indikacije
Danas se kordocenteza izvodi uglavnom kod fetusa kod kojih je neophodno primeniti:
- fetalnu terapiju,[8]
- intrauterusnu transfuziju,[9][10]
- korekciju anemije.[11][12][13][14][15][16]

## Kontraindikacije
Zbog svoje invazivne prirode, kontraindikacije za kordocentezu moraju se uzeti u obzir kako bi se osigurala bezbednost fetusa i majke. Tokom prvih 18 nedelja trudnoće, pupčana vena iz koje se uzima uzorak krvi nije sasvim stabilna, što može dovesti do prekomernog krvarenja. Imajući ovo u vidu kordocenteza kontraindikovana:
- Kod bilo kog fetusa mlađeg od 18 nedelja. Iako nivoi gasova u krvi i pH vrednosti mogu dati roditeljima i medicinskim stručnjacima sliku o stanju fetusa, ovi fetusi se mogu pratiti manje invazivnim procedurama i opremom, kao što su ultrazvuk, kardiotokografija ili analize krvi.

- Majki pogođenim hepatitisom B, jer bi rokom procedure fetus bio izložen povećanom riziku od zaraze virusom hepatitisa od majke.

- Majki  koje su pozitivne na virus humane imunodeficijencije (HIV) zbog povećanog rizika od kontrakcija fetusa. Izuzev ako se kordocenteza koristi za utvrđivanje da li je fetus inficiran HIV-om, tada možda nije kontraindikovana.[17]

## Fetusi sa jednom pupčanom arterijom
Najčešći defekt kod oko 1% pupčane regije fetusa je jedna pupčana arterija.[30] Kada se pronađe jedna pupčana arterija, sprovode se dodatni testovi, uključujući detaljan ultrazvuk, kako bi se otkrile sve druge razvojne abnormalnosti koje mogu biti rezultat jedne arterije, genetskog odstupanja ili drugih uzroka. Abnormalnosti u razvoju fetusa, zajedno sa zabrinutošću zbog abnormalnog kariotipa, ukazuju na kordocentezu; međutim, fetusi sa jednom pupčanom arterijom mogu predstavljati veći rizik. U ovim slučajevima, jedna pupčana arterija je potrebna da obavlja rad dve arterije, pa se često proširuje i do jedan i po puta veće veličine kako bi se zadovoljili ovi zahtevi.
Dokumentovani slučaj punkcije jedne pupčane arterije tokom kordocenteze rezultovao je smanjenjem srčane frekvencije fetusa sa nepravilnim poboljšanjem. Međutim, teško je zaključiti da su ovi simptomi bili isključivo rezultat punkcije pupčane arterije jer ovi fetusi često imaju prethodno postojeće defekte i abnormalnosti. Iako se ultrazvuk i mapiranje protoka u boji mogu koristiti da bi se izbegla pupčana arterija i uzeo uzorak iz pupčane vene, dilatacija olakšava punkciju jedne pupčane arterije. Protok krvi u pupčanoj arteriji je dvostruko veći od normalnog na oko 20 nedelja, tako da su efekti punkcije pupčane arterije tokom kordocentez ozbiljniji.

## Metoda
Kordocenteza se vrši tek posle 20. nedelje gestacije uvođenjem igle većeg kalibra pod ultrazvukom sa ciljem punktiranja krvi ploda kroz pupčanu vrpcu.
Kordocenteza počinje ultrazvučnim pregledom kako bi se odredio tačan položaj ploda u materici. Zatim se dezinfikuje deo kože na kom se radi kordocenteza, posle čega se u pupčanu vrpcu uvodi tanka igla pod kontrolom ultrazvuka i uzima se određena količina krvi ploda pomoću šprica koji se nalazi na drugom kraju igle.
Postupak zahteva izuzetnu spretnost lekara jer je potrebno pod ultrazvukom punktirati pravi krvni sud, odnosno onaj koji nosi plodovu, a ne majčinu krv. Kako je sama pupčana vrpca u prečniku do 2 cm, postupak zahteva posebnu preciznost. 
Nakon uspešnog punktiranja, pribavljena krv se može upotrebiti za niz analiza kao i za pravljenje kariograma. Potvrda da je zaista uzeta krv ploda lako se dobija, jer nezreli, fetalni eritrociti imaju jedro.
Tokom kordocenteze trudnica može osetiti blagu nelagodnost. Procedura traje između 30 i 60 minuta.

## Značaj
Kordocenteza se smatra zlatnim standardom za dijagnozu fetalne anemije, i otkrivanja sa visokim nivoom tačnosti hromozomskih nepravilnosti i određenih krvnih poremećaja.
Ranije se ova metoda masovno koristila za evaluaciju svih Rh aloimunizovanih trudnica. U novije vreme, sa razvojem molekularnih genetskih tehnika, u cilju utvrđivanja prisustva fetalnog RhD gena, kao i upotrebom drugih dijagnostičkih metoda, ova invazivna procedura za dijagnozu stepena fetalne anemije se više ne koristi.

## Mere prevencije
Mere prevencije pre kordocenteze
Pre procedure mogu se primeniti antibiotici u cilju smanjenja rizika od nastanka infekcije materice i ploda.
Ukoliko se procedura radi između 20. i 24. nedelje trudnoće, trudnica ne treba da jede i pije 8 —12 časova pre procedure, postoji rizik, koji nameće potreebu za hitnim carskim rezom ukoliko se jave određene komplikacije.
Preporučuje se da na intervenciju trudnica dođe u pratnji kako bi joj pratilac olakšao povratak kući i pružio potrebnu podršku.
Mere prevencije nakon kordocenteze
Nakon kordocenteze prati se stanje ploda ultrazvukom. Nekoliko dana nakon kordocenteze potrebno je da trudnica miruje, izbegava seksualne odnose i fizički napor.
Ukoliko se pojave jače krvarenje, kontrakcije materice ili povišena temperatura, trudnica se mora odmah mora obratititi medicinskom timu.

## Potencijalni rizik
Retko se mogu javiti sledeće komplikacije:
- krvarenje iz ploda,
- nastanak hematoma u pupčanoj vrpci,
- usporavanja srčanog rada ploda,
- infekcija,
- pobačaj, kao jedan od primarnih rizik vezan za kordocentezu, koji se javlja u 1-2 slučaja na svakih 100 postupaka,
- fetalne smrti u 1,4% procedura.

## Spoljašnje veze
- Cordocentesis : Percutaneous Umbilical Blood Sampling (PUBS) — American Pregnancy Association (језик: енглески)

|  | Molimo Vas, obratite pažnju na važno upozorenje u vezi sa temama iz oblasti medicine (zdravlja). |